# Tuburan (Basilan)
Tuburan (Bayan ng Tuburan, Basilan) är en kommun i Filippinerna. Kommunen ligger på ön Basilan, och tillhör provinsen Basilan. Folkmängden uppgår till 26 498 invånare.
Tuburan är indelat i 10 barangayer.